# Aeroporto di Zarzaitine-In Aménas
L'Aeroporto di Zarzaitine-In Aménas (IATA: IAM, ICAO: DAUZ) (nome commerciale in francese: Aéroport d'In Amenas), definito come internazionale dalla Service d'Information Aéronautique, è un aeroporto algerino situato a Zarzaitine nell'estrema parte orientale e petrolifera del Paese nei pressi dei confini con la Libia, a 8 km a est di In Aménas, nella Provincia di Illizi.
La struttura è dotata di due piste, la cui principale è in conglomerato bituminoso lunga 3000 m e larga 45 m, l'altitudine è di 563 m, l'orientamento è 05/23 ed è aperta al traffico commerciale 24 ore al giorno.
L'aeroporto è servito dalle compagnie aeree Air Algérie, Tassili Airlines, Air Express Algeria e Star Aviation.